# Premio Literario Yi Sang
El Premio Literario Yi Sang (이상문학상) es un premio literario surcoreano. Es uno de los premios literarios más prestigiosos de Corea del Sur, nombre en honor de Yi Sang, un innovador escritor en la literatura moderna coreana. El premio se creó en 1977. Está patrocinado por la editorial coreana Munhaksasangsa y se ha convertido en uno de los premios más prestigiosos en Corea del Sur.

## Ganadores
- 1977 김승옥 Kim Seung-ok,	〈서울의 달빛 0장〉 La luz de la luna de Seúl
- 1978 이청준 Yi Chong-Jun	〈잔인한 도시〉 La ciudad cruel
- 1979 오정희 Oh Jung-hee	〈저녁의 게임〉 Juego de la noche
- 1980 유재용 Yoo Jae-yong	〈관계〉 Relación
- 1981 박완서 Park Wan-suh,	〈엄마의 말뚝〉 La estaca de la madre
- 1982 최인호 Choi In-ho,	〈깊고 푸른 밤〉 Noche azul oscuro
- 1983 서영은 So Yeong-eun,	〈먼 그대〉 Tan distante tú
- 1984 이균영 Lee Kyun-young,	〈어두운 기억의 저편〉 El otro lado de las memorias oscuras
- 1985 이제하 Yi Jae-ha,	〈나그네는 길에서도 쉬지 않는다〉 Los viajeros no descansan ni en la carretera
- 1986 최일남 Choi Il-nam,	〈흐르는 북〉 Fluyendo hacia el norte
- 1987 이문열 Yi Mun-yol,	〈우리들의 일그러진 영웅〉 Nuestro frustrado héroe
- 1988 임철우 Im Chul-woo,	〈붉은 방〉 La habitación roja (co-ganador)
- 1988 한승원 Han Seung-won,	〈해변의 길손〉 Viajero de costa (co-ganador)
- 1989 김채원 Kim Chae-won,	〈겨울의 환幻〉 Invierno anual
- 1990 김원일 Kim Won-il,	〈마음의 감옥〉 La cárcel del corazón
- 1991 조성기 Cho Sung-ki,	〈우리 시대의 소설가〉 El novelista de nuestro tiempo
- 1992 양귀자 Yang Gui-ja,	〈숨은 꽃〉 La flor escondida
- 1993 최수철 Choi Suchol, 〈얼음의 도가니〉 El hielo del guiso
- 1994 최윤 Choe Yun, 〈하나코는 없다〉 No está Hanako
- 1995 윤후명 Yun Humyong,	〈하얀 배〉 La barca blanca
- 1996 윤대녕 Yun Dae-nyeong,	〈천지간〉 Entre el cielo y la tierra
- 1997 김지원 Kim Ji-won,	〈사랑의 예감〉 Premonición de amor
- 1998 은희경 Eun Hee-kyung,	〈아내의 상자〉 Las cajas de mi esposa
- 1999 박상우 Park Sang-woo,	〈내 마음의 옥탑방〉 El altillo de mi corazón
- 2000 이인화 Lee In-hwa,	〈시인의 별〉 La estrella del poeta
- 2001 신경숙 Shin Kyung-sook,	〈부석사〉 Buseoksa
- 2002 권지예 Kwon Ji-Hye,	〈뱀장어 스튜〉 Estofado de anguilas
- 2003 김인숙 Kim In-sook,	〈바다와 나비〉 Océano y mariposa
- 2004 김훈 Kim Hoon,	〈화장〉 Cremación
- 2005 한강 Han Kang, 〈몽고반점〉 La mancha mongólica
- 2006 정미경 Jung Mikyung,	〈밤이여, 나뉘어라〉 Noche, separemosnos
- 2007 전경 Cheon Kyeong, 〈천사는 여기 머문다〉 El ángel se queda aquí
- 2008 권여선 Kwon Yeo-sun, 〈사랑을 믿다〉 Creer en el amor
- 2009 김연수 Kim Yeon-su, 〈산책하는 이들의 다섯 가지 즐거움〉 Cinco placeres para los que pasean
- 2010 박민규 Park Min-gyu, 〈아침의 문〉 La puerta de la mañana
- 2011 공지영 Gong Ji-young, 〈맨발로 글목을 돌다〉 Caminar por los callejones descalzo
- 2012 김영하 Kim Young-ha, 〈옥수수와 나〉El maíz y yo
- 2013 김애란 Kim Ae-ran, 〈침묵의 미래〉 El futuro del silencio
- 2014 편혜영 Pyun Hye-young, 〈몬순〉 Monzón